# Camponotus andrewsi
Camponotus andrewsi är en myrart som beskrevs av Horace Donisthorpe 1936. Camponotus andrewsi ingår i släktet hästmyror, och familjen myror. Inga underarter finns listade.